# Belisario: el pequeño gran héroe del Cosmos
 Belisario: el pequeño gran héroe del Cosmos  es una serie cinematográfica de Argentina filmada en colores en el formato fulldome cuyo primer episodio se estrenó el 14 de diciembre de 2016.

## Fulldome
Es un formato de proyección inmersivo basado en películas panorámicas en 360° dentro de una estructura de domo.

## Sinopsis
La serie se basa en Belisario, un ratón que el 11 de abril de 1967 fue enviado al espacio a bordo del cohete “Yarará” (de fabricación argentina), colocando al país en cuarto lugar después de Estados Unidos, Rusia y Francia en el envío al espacio de seres vivos luego recuperados con vida en el marco Experiencia BIO II, del Instituto Nacional de Medicina Aeronáutica y Espacial y la Comisión Nacional de Investigaciones Espaciales, que luego de otros envíos de ratones consiguió dos años después hacer lo mismo con un mono.

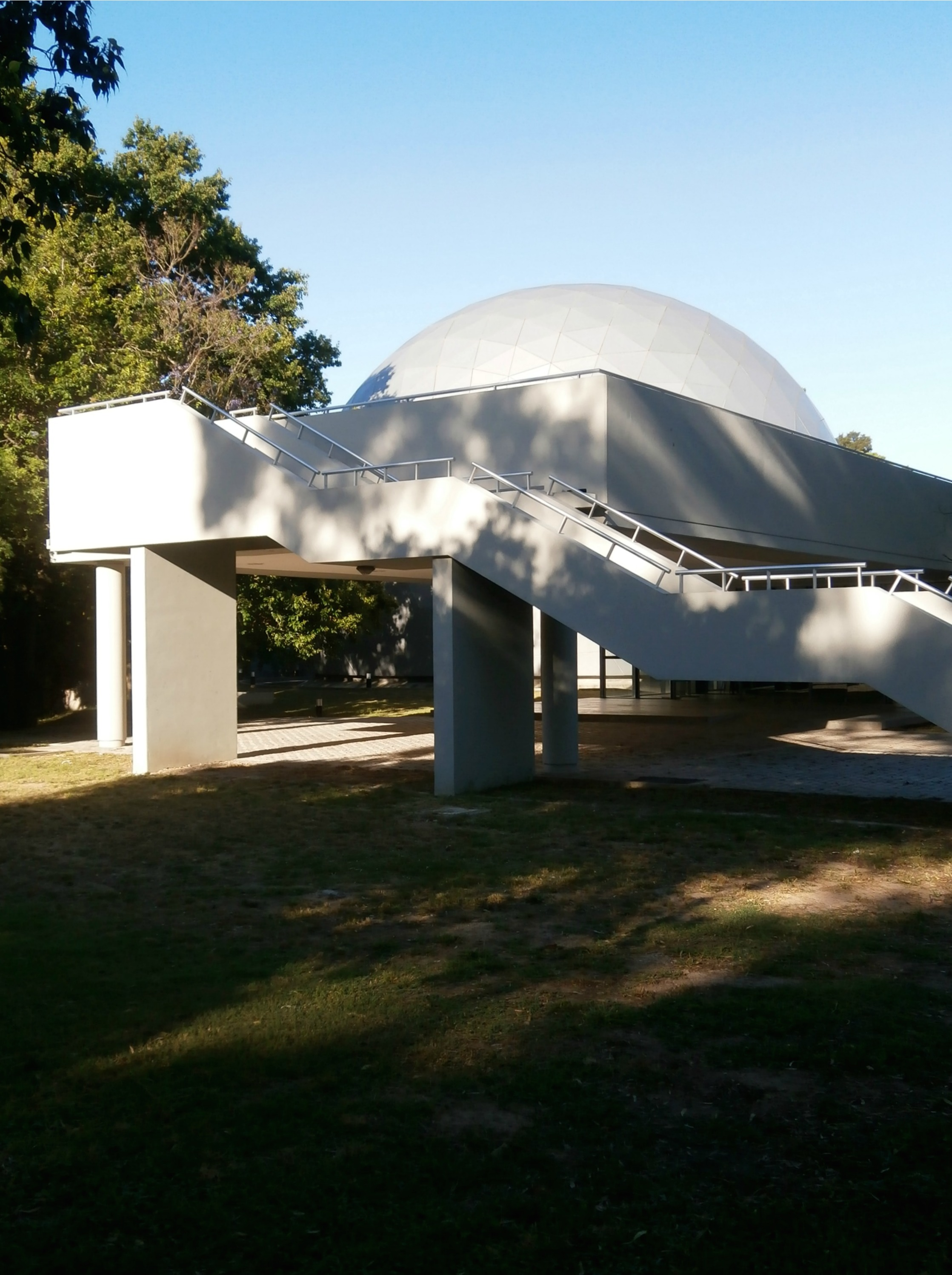
Vista del Planetario de La Plata donde se estrenó el filme.

## Producción
La producción estuvo a cargo de un grupo interdisciplinario de quince profesionales que trabajó a lo largo de dieciocho meses y su costo fue de alrededor de cien mil pesos argentinos (equivalentes en ese momento a no más de ocho mil dólares).

## Episodios
- Episodio 1: "Los cohetes de Congreve"
- Duración: 20 minutos.

## Ficha técnica
- Técnica de animación: animación 3D.
- Formato del video: fulldome 4k, 30fps.
- Formato del audio: wav 5.1
- Orientación del show: unidirectional.
- Sonido: Sync Comunicación Audiovisual

## Voces
- José Ordoqui …Belisario
- Cabe Mallo… Oscar
- Ana María Haramboure ...Beatriz
- Ricardo Alanis...general San Martín

## Productoras
Cut to the Chase es una productora que desde hace más de 15 años realiza películas, que ha encarado los proyectos fulldome Belisario, el pequeño gran héroe del cosmos y El camino Eterno. 
El Planetario de La Plata es un planetario que funciona en el Paseo del Bosque, en la ciudad argentina de La Plata. Inaugurado en 2013, está administrado por la Universidad de La Plata (UNLP). Es considerado el más moderno de América Latina.

## Guion
El guion, que según los autores les llevó solamente un par de tardes, pertenece a Pablo Santamaría, que es doctor en Astronomía y aficionado a la ciencia ficción y a Hernán Moyano, un cineasta dedicado desde casi 20 años atrás al género del terror.